# Bartholiniho žláza
Bartholiniho či Bartholinská žláza, známá též jako velká předsíňová žláza (latinsky glandula vestibularis major) je párová žláza velikosti hrášku nacházející se v oblasti ženských zevních pohlavních orgánů. Je umístěna po levé a po pravé straně pod poševním vchodem.
Bartholiniho žláza odpovídá vývojově Cowperově žláze (latinsky glandula bulbourethralis) u muže.
Bartholiniho žlázy byly poprvé popsány v 17. století dánským anatomem Casparem Bartholinim mladším (1655–1738). Některé zdroje omylem připisují jejich objev jeho dědovi, teologu a anatomovi Casparu Bartholinovi staršímu (1585–1629).
Původně se předpokládalo, že se Bartholiniho žlázy podílejí na zvlhčování pochvy během pohlavního styku. Žlázy ale produkují jen malé množství sekretu (jednu nebo dvě kapky) během vrcholného vzrušení. Výzkum amerického vědeckého týmu gynekologa Williama Masterse a psycholožky Virginie Johnsonové ukázal, že vaginální zvlhčování je zajišťováno hlouběji v pochvě. Bartholiniho žlázy mohou jen mírně zvlhčit vulvu a zpříjemnit tak ženě kontakt nebo dotyky v této citlivé oblasti.

## Nemoci
Občas se vyskytuje zánět Bartoliniho žlázy, známý jako bartholinitida (latinsky bartholinitis), který vzniká buď ucpáním jejího vývodu (zejména v těhotenství), nebo z důvodu infekce (z prostředí nebo pohlavně přenosnou nemocí). Zánět způsobuje zduření žlázy a je velmi bolestivý, protože oblast je protkána nervovými zakončeními. Léčba spočívá v podávání antibiotik a léků proti bolesti a v teplých koupelích. Pokud se vytvoří absces, případně i nebolestivá cysta, může být indikována operace, při které je Bartoliniho žláza operativně vyňata. Operace (popis z roku 1970) probíhá ve dvou krocích: nejprve se na několik dnů do žlázy zavádí „kamínek“ dusičnanu stříbrného, který žlázu zničí, poté se zbylé pouzdro vyjme. Obě operace nejsou časově náročné a provádí se v celkové anestezii.